# Granitsa (distrikt)
Granitsa (bulgariska: Граница) är ett distrikt i Bulgarien.   Det ligger i kommunen obsjtina Kjustendil och regionen Kjustendil, i den västra delen av landet, 70 km sydväst om huvudstaden Sofia.
Trakten runt Granitsa består till största delen av jordbruksmark. Runt Granitsa är det ganska glesbefolkat, med 24 invånare per kvadratkilometer.